# Enaphalodes rufulus
Enaphalodes rufulus är en skalbaggsart som först beskrevs av Samuel Stehman Haldeman 1847.  Enaphalodes rufulus ingår i släktet Enaphalodes och familjen långhorningar. Inga underarter finns listade i Catalogue of Life.